# St. Louis Stars
St. Louis Stars – amerykański klub piłkarski z siedzibą w Saint Louis, w stanie Missouri. Jego domowymi obiektami były odpowiednio: Busch Memorial Stadium, Francis Field, Washington University. Zespół istniał w latach 1967–1977.

## Historia
Drużyna "Stars" nie odnosiła wielkich sukcesów. Największym było zdobycie tytułu mistrza USA w 1972 roku. Zawodnicy i trenerzy klubu z Saint Louis byli również nagradzani indywidualnie. Pierwsza nagroda indywidualna dla Gwiazd przypadła w 1970 roku, kiedy to Jim Leeker został wyłonionym Odkryciem Roku. Ta sama nagroda przypadła zawodnikowi Gwiazd dwa lata później, w 1972 roku Mike'owi Winterowi. W tym samym roku nagrodę dla najlepszego trenera ligi NASL otrzymał trener polskiego pochodzenia, Casey Frankiewicz oraz w 1975 roku inny zasłużona osoba dla klubu, John Sewell. Po sezonie 1977 klub został przeniesiony do Anaheim i występował w NASL pod nazwą California Surf.
Najsłynniejszymi zawodnikami grającymi w klubie byli: Casey Frankiewicz, John Sewell, Dragoslav Šekularac, Bora Kostić, Peter Bonetti.

## Osiągnięcia

### Drużyna
- Wiistrzostwo USA: 1972

### Indywidualne sukcesy piłkarzy
Odkrycie Roku
- 1970: Jim Leeker
- 1972: Mike Winter

Trener Roku
- 1972: Casey Frankiewicz
- 1975: John Sewell

## Znani piłkarze
- Pat McBride
- Al Trost
- Casey Frankiewicz
- Dragan Popovic
- Gary Rensing
- Ray Evans
- John Sewell
- Peter Bonetti
- Dragoslav Šekularac
- Bora Kostić
- Geoff Davies

## Trenerzy
- 1967:  George Mihaljevic
- 1967–1968:  Rudi Gutendorf
- 1968–1970:  Bob Kehoe
- 1970–1971:  George Meyer
- 1971–1973:  Casey Frankiewicz
- 1973–1978:  John Sewell

## Sezon po sezonie
| Sezon | Statystyki | Sezon NASL                                            | Playoff                | Śr. frekwencja |
| ----- | ---------- | ----------------------------------------------------- | ---------------------- | -------------- |
| 1967  | 14–7–11    | 2. miejsce, Dywizja Wschodnia                         | Nie zakwalifikował się | 7,613          |
| 1968  | 12–6–14    | 3. miejsce, Dywizja Gulf                              | Nie zakwalifikował się | 5,388          |
| 1969  | 3–2–11     | 4. miejsce, NASL                                      | Nie zakwalifikował się | 2,274          |
| 1970  | 5–2–17     | 3. miejsce, Dywizja Zachodnia, Dywizja Północna       | Nie zakwalifikował się | 2,745          |
| 1971  | 6–5–13     | 4. miejsce, Dywizja Południowa                        | Nie zakwalifikował się | 3,579          |
| 1972  | 7–3–4      | 1. miejsce, Dywizja Południowa                        | Finał                  | 7,773          |
| 1973  | 7–5–7      | 2. miejsce, Dywizja Południowa                        | Nie zakwalifikował się | 6,337          |
| 1974  | 4–1–15     | 4. miejsce, Dywizja Centralna                         | Nie zakwalifikował się | 7,374          |
| 1975  | 13–9       | 1.miejsce, Dywizja Centralna                          | Półfinał               | 6,071          |
| 1976  | 5–19       | 5. miejsce, Konferencja Pacyficzna, Wschodnia Dywizja | Nie zakwalifikował się | 6,150          |
| 1977  | 12–14      | 2. miejsce, Konferencja Atlantyczna, Dywizja Północna | Pierwsza runda         | 9,794          |